# تاون هال، پنانگ
تاون هال (به انگلیسی: Town Hall, Penang) یک ساختمان اداری در شهر جرج تاون، ایالت پنانگ، مالزی است که توسط بریتانیا ساخته شد. این ساختمان در مجاورت ساختمان سیتی هال واقع شده‌است، که در حال حاضر محل فعالیت شورای شهر جزیره پنانگ می‌باشد.
تاون هال که در دههٔ ۱۸۸۰ ساخته شد، قدیمی‌ترین ساختمان شهرداری شهر است، به نحوی که روزگاری سرای کمیسیون شهرداری جرج تاون بود. هم چنین از آن به عنوان مرکزی برای گردهمایی نخبگان اروپایی استفاده می‌گردید. هر چند بعد از احداث ساختمان سیتی هال در سال ۱۹۰۳، کارهای اداری که در تاون هال انجام می‌شد به ساختمان سیتی هال منتقل شد. از سال ۱۹۹۳، تاون هال از سوی موزه ملی مالزی به عنوان بنای تاریخی اعلام گردید. در چند سال قبل، از این ساختمان به عنوان یکی از مکان‌های فیلمبرداری فیلم آنا و شاه که در سال ۱۹۹۹ تهیه شد، مورد استفاده قرار گرفت.